# Феникс (Агеноров син)
Феникс је у грчкој митологији био син феничанског краља Агенора. Његово име може бити и Феник.

## Митологија
Хомер га описује као Европиног оца, али по другим ауторима, он је њен брат; син Агенора и Аргиопе или Телефазе. Његов отац га је послао да тражи сестру Европу, коју је био отео Зевс, па је тако стигао до Африке и народу који је тамо срео дао своје име, па се они од тада називају Феничанима. Према неким изворима, он је са Перимедом имао кћерке Астипалеју и Европу, са Алфесибејом Адониса или са Телефом Пијера, Фенику, Астипалају и Европу.